# 赖小子
《赖小子》是由中国导演韩杰编剧执导，贾樟柯监制的一部电影。2006年2月21日上映。

## 情节概要
影片讲述了小县城里几个混混(晋语称赖小子)的生活。喜平、流流、二宝，是几个不务正业的青年，他们开着拉煤的卡车，经常四处捣乱。流流因一个女孩的事情，挨了女孩的追求者，也是同学男孩的打，觉得气不过，而叫喜平跟二宝报复。那男孩倒在血泊之中，他们以为闹出了人命，于是离开家乡走上逃亡的路。在逃亡过程中，二宝说自己要当黑社会老大，有一天，他偷拿了他们所有的钱，自己跑了。喜平和流流逃往阳泉的路上，二人一起抢劫出租车时，喜平开枪却不慎打死了流流。影片的最后，喜平回到家乡，发现被他们打的男孩却其实并没有死。

## 获奖
2006年鹿特丹电影节最佳影片金虎奖
2006年第30届香港国际电影节数码竞赛单元最佳影片银奖
2006年第8届台北电影节竞赛单元
2006年第8届印度新德里国际电影节竞赛单元
2006年意大利米兰电影节竞赛单元